# Apanteles opsiphanis
Apanteles opsiphanis är en stekelart som beskrevs av Carlos Schrottky 1909. Apanteles opsiphanis ingår i släktet Apanteles och familjen bracksteklar. Inga underarter finns listade i Catalogue of Life.